# Achtung Panzer: Kharkov 1943
Achtung Panzer: Kharkov 1943 – komputerowa strategiczna gra czasu rzeczywistego wyprodukowana przez Graviteam i wydana w 2010 roku przez Paradox Interactive. Gra stawia sobie za cel symulację taktyczną na poziomie kompanii.

## Odbiór gry
Gra otrzymała głównie mieszane i pozytywne oceny krytyków, uzyskując według agregatora Metacritic średnią ocen wynoszącą 70/100 punktów oraz 80% według serwisu GameRankings.